# 鮭山未菜美
鮭山 未菜美（しゃけやま みなみ、9月2日 - ）は、日本のプロの熱波師（アウフギーサー）である。アウフグースプロフェショナルチーム（APT）に所属している。
名前の"みなみ"にかけて373歳設定で活動している。

## 略歴
幼少期よりテレビが好きで人を笑顔・元気にする芸能界の仕事に憧れ、20歳のころ観光で行った原宿の竹下通りでスカウトされたのをきっかけに上京、俳優やバラエティタレントなどで活動し始めた。
バラエティタレント時代は「鮭を愛し、鮭に愛される女」として鮭好きアイドル（鮭ドル）、また柔道も得意で柔道アイドル（柔ドル）として活動を行っていた（アイドルと肩書が付いていても歌ったり踊っていたわけではなく、タレントとして活動をしていた）。
2018年から2019年は群馬県みなかみ町の地域PR隊として泉極娘メンバーに加入し、水上温泉の看板娘役（水上郷琥）として温泉や町の魅力を伝える活動を行っていた。
2018年03月10日、有吉反省会に雑キャラアイドル軍団として出演。
2020年4月、熱波師の資格を取得。
2020年4月15日、Youtubeでサウナ好きタレント（サドル）としてサウナの魅力を伝える活動を始めた。
2020年6月29日、熱波師(アウフグースマスター)として上野 サウナ&カプセルホテル北欧でデビュー。
2022年07月09日、日本で初開催のAUFGUSS CHAMPIONSHIP JAPANでコンビ参加にて優勝する
2023年02月19日、週刊さんまとマツコ出演。
2024年04月12日、ドラマ「イップス」の1話監修を手掛ける。
2024年12月16日、かつてからアウフグース中にコンタクトレンズが外れてしまい見えなくなるというトラブルを回避するため、ICL手術(眼内レンズ挿入)を実施
2025年02月19日、網膜剥離と診断され入院。手術を経て03月11日に退院報告。

## 人物
芸名である"鮭山"(しゃけやま)の由来は、鮭が好きだから芸名に取り入れた。鮭の見た目(フォルム、色やツヤなど)や生き様、"シャケ"の語感などを好む。
鮭が好きになったのは、小学校1年生に北海道に旅行に行った際、鮭の遡上を見て「かわいい」と思ったのがきっかけである。
タレント活動期は、名前の珍しさからバラエティー番組などに出て面白いことを求められる役割が多く、これが自分の本当にやりたかったことなんだろうかと方向性や直接見えない視聴者の反応などに悩んでいた。そんな頃にテレビドラマ『サ道』を見て熱波師という職業を知り、サウナーに熱い風を送るアウフギーサーをやろうと決める。
思い立ったらすぐに行動に移さないと気が済まない性格の鮭山は熱波師の資格を取得し、Youtubeでサウナ好きタレント（サドル）としてサウナの魅力を伝える活動を始めた。
Youtubeで熱波師の資格を取った報告をした後に、ドラマ「サ道」のロケ地でもあり「サウナの聖地」と呼ばれる老舗サウナ上野 サウナ&カプセルホテル北欧のレディースデイに参加した際、支配人や広報担当がチャンネルの動画の視聴者であったことが分かり、アウフグースのデビューをするきっかけになる。
目の前でアウフグースを受けた客からの反応やフィードバックにやりがいを感じた。
特にサウナ&カプセルホテル北欧で行う鈴木陸との「鮭＆鱸」コンビアウフグースは絶大な支持を得ている。
鈴木陸とは元々独り立ちするまでのサポート役としてついてもらっていたが、鮭&鱸コンビとして認知・支持されるようになり現在に至る。
もともと両親がサウナ好きのため、2歳の頃から銭湯サウナに通っていた。
中学生時代にソフトボールで4番エースを務めていて、上野由岐子投手に教えてもらっていた。

## 主な活動内容
サウナ好きの間では「日本一予約の取れない人気熱波師」として有名。
全国90以上の温浴施設を飛び回り、アウフグースをおこなっている。
日々のアウフグースや番組出演などのメディア活動を通じて、サウナと鮭の魅力を伝えている。
アウフグース世界大会で世界一を取ることと、国内にアウフグースやサウナの魅力を伝えて好きになってくれる人が増えるように活動するのが夢。
サウナ&カプセルホテル北欧勤務（2023年02月06日 - ）
アウフグース用のオリジナル楽曲を制作、鮭&鱸コンビとして更なる飛躍を遂げる。

## 所持資格・特技
柔道 初段、2020年4月時点
サウナスパ健康アドバイザー
熱波師、2020年4月 熱波師検定B 合格

## 公式に任命されている活動
- 天然温泉なごみの湯 公式アンバサダー(2021年06月)[16]
- しまなみ温泉 喜助の湯 みかんサウナ公式アンバサダー[17][18]

## その他
鮭山のアウフグースを受けに行くファンを、アイドルの追っかけにかけて「追っ鮭(おっしゃけ)」という。
趣味はサウナと犬。

## 舞台
- 夏終わったんです～秋なんです～（2016年10月21 - 23日、池袋 新生館シアター）- 劇団 爆裂ゲキ情 第2回公演[19]
- 三人ヨシコ（2017年12月08 - 10日、池袋 新生館シアター） -劇団 爆裂ゲキ情とオクシ部合同公演[20]

## メディア出演

### ラジオ
- 番組名不明（2016年01月24日、FM-FUJI）- ゲスト[21]
- Shibuya voice（2016年09月22日、渋谷クロスFM）- ゲスト[22]
- Emotional Beat 姫ラジ（2018年03月24日、レインボータウンFM）- ゲスト[23]
- みんなのラジオ（FM-FUJI）
  - 2018年10月08日 - ゲストMC[24]
  - 2018年10月14日 - ゲストMC[25]
  - 2019年03月11日 - ゲストMC[26]
  - 2019年09月16日 - ゲストMC[27]
  - 2019年10月07日 - ゲストMC[28]
  - 2020年10月05日 -ゲスト[29]
- 青山奈樹のなじゅラジ！（2021年02月04日、渋谷クロスFM）- ゲスト[30]
- えしんりょうけんゆうの住職 de SHOW（2023年05月26日、FMいちのみや）- ゲスト[31][32]
- TOKYO SAUNAR'S GARDEN（2023年09月03日、09月10日、TOKYO FM）- ゲスト[33]

### テレビ
- ドラマ "Virgins" -season2-（2016年09月16日、フジテレビ系列）- ヒロイン[34]
- 女神たちのかようび[35]（2017年04月、千葉テレビ）- 女神ガールズとしてレギュラー出演(一ノ瀬未菜美として)
- アメト－ク（2017年04月30日、テレビ朝日）- [36]
- 有吉反省会（日本テレビ）
  - 2017年09月30日
  - 2018年03月10日 - 雑キャラアイドル軍団(山口めろん、有野いく、鮭山未菜美)で出演[37]
  - 2018年04月21日
- 5時に夢中！（2021年10月06日、TOKYO MX）- [38]
- マツコの知らない世界（2022年06月21日、TBSテレビ）- レジェンド熱波師として紹介[39]
- 情報7daysニュースキャスター（2022年07月23日、TBSテレビ）- サウナ、アウフグース特集[40]
- ABChanZOO（2022年07月30日、テレビ東京）- 女性熱波師として出演[41]
- 週刊さんまとマツコ（2023年02月19日、テレビ東京）- 鮭＆鱸コンビで出演[42]
- 発掘！夢サウナ（2023年03月16日、テレビ東京）- 熱波師として出演[43]
- 24時間ナイナイアップデート‼︎（2023年06月15日、日本テレビ）- 熱波師として出演[44]
- シューイチ（2023年09月10日、日本テレビ）- 鮭＆鱸コンビで出演[45]
- ザワつく！ 金曜日（2024年02月16日、テレビ朝日）- 職業クイズに熱波師として出演[46]
- ＮＨＫでやらなさそうなアレ（仮）（2024年03月23日、NHK総合）- アウフグースマスターとして出演[47]
- 午後ＬＩＶＥ ニュースーン（2025年06月12日、NHK総合）- サウナの達人のコーナーに出演[48]

### 衛星放送
- BAZOOKA!!!（2018年05月07日、BSスカパー）- ゲスト[49]

### インターネット番組
- ゴシップジェネレーション（2017年05月 -、AbemaTV）- 準レギュラー[50]
- 赤坂サウナ（2020年12月16日、YouTube）- アウフグースプロフェッショナルチームとして出演[51]
- ABEMA的ニュースショー（2022年08月21日、AbemaTV）- 熱波師(プロのアウフギーサー)として出演[52]
- アイドルから転身！人気サウナ熱波師として働く女性がすごすぎた！（2023年08月01日、YouTube）- 取材動画[53]

### Youtubeチャンネル出演など(番組以外の出演)
- サウナ北欧プチ女子会１（2020年07月07日、北欧chたくぞうちゃん）- [54]
- シャケ＆リクアウフグース詳細動画（2021年04月21日、北欧chたくぞうちゃん）- [55]
- プロアウフギーサーなら激辛も余裕説（2021年09月18日、綱島湯けむりチャンネル）- [56]

### インタビュー記事・書籍など
- サウナーインタビューvol.166（2020年08月18日）- [57]
- トトノイ人 SESSION 012（2022年12月25日）- [58]
- 三上陽永との対談記事（2023年08月03日）- [59]
- 鮭山未菜美×サウナ旅（2023年01月17日）- ananインタビュー記事[60]
- Woman type（2024年02月22日）- インタビュー記事[61]
- AERA dot.（2024年03月24日）- インタビュー記事[62]
- 産経新聞記事（2024年06月21日）- 取材記事[63]
- 週刊SPA!（2024年10月29号）- 取材記事[64]

## 17ライバーとしての活動

### イベント
- SFライバーFes vol.2（2019年08月24日、渋谷UNDER DEER LOUNGE）[65]
- 生誕鮭祭り（2019年09月06日、GRAPES KITASANDO）[66]

### 公式オフラインイベント参加
- 17戦国時代 -百花繚乱 春の陣-（2019年03月27日）[67]
- 全日本17大運動会（2019年05月11日）[68]
- 17 開運レストラン ~お金持ちコース編~（2019年07月08日）[69]
- 超ライブ配信祭（2019年09月27日）[70][71]
- 17 Halloween Party 2019（2019年10月31日）[72]
- 17 グツグツことこと煮物ガール（2020年02月09日）[73][74]
- 17 バレンタイン2020（2020年02月14日）[70]

## その他活動

### ゲスト出演
- PUBG MOBILE（2019年08月30日）- まがれつの配信にゲスト出演[75]

### アシスタント
- IoT Technology 2018（2018年11月14-16日、パシフィコ横浜）- Microsoftブースにて、Hololensのデモアシスタント[76]

### その他
- グッズモデル、トークショー（2022年01月10日、渋谷・宮益坂十間スタジオギャラリー）- サウナ×アート写真展「時をかけるサウナちゃん」[77]
- UPDATE2022（2022年05月27日、渋谷・STORE&YAPPLI BAR）- 熱波師としてトークイベント登壇[78]
- サ博2024（2024年03月31日、渋谷・ばぐちか）- サ大講演で登壇[79]
- ドラマ「イップス」の監修（2024年04月12日、フジテレビ放送）- アイドル熱波師役の出演者に、アウフグースの所作などを指導[80]
- ブランドモデル（2024年07月24日、公式Web）- アパレルブランド「RUSH」のモデル[81]

## 受賞歴
- 区民総合体育大会（2018年11月05日）- 柔道部門で優勝[82]
- 浴衣クイーンコンテスト
  - 2018年08月13日、下北沢 - クイーン[83]
  - 2018年08月19日、本選 - ベストドレッサー賞[84]
- ミスアクション2017（2017年05月11日、双葉社）- ハガキ投票部門でファイナリストとして参戦[85]
- AUFGUSS CHAMPIONSHIP JAPAN（スカイスパYOKOHAMA）
  - 2022（2022年07月09日）- 鮭&鱸コンビとして優勝[4]
  - 2023（2023年05月20日）- 鮭&鱸コンビとして3位[86]
  - 2024（2024年05月11日）- Steam♡Twins(五塔熱子とのコンビ)として優勝[87]
  - 2025（2025年06月07日）- しゃけのこ(のこのこ窪田とのコンビ)として優勝[88]
- AUFGUSS WM(アウフグース世界大会)
  - 2022（2022年09月17日、オランダ）- チーム部門で鮭&鱸コンビが世界8位[89][90]
  - 2024（2024年09月15日、アムステルダム）- Steam♡Twinsとして4位入賞[91]